# Torneo de Cleveland 2023
El Tennis in Cleveland 2023 fue un torneo profesional de tenis que se jugó en canchas duras. Fue la 3ª edición del torneo, y formó parte de los torneos WTA 250 del 2023. Tuvo lugar en Cleveland, Estados Unidos entre el 20 de agosto y el 26 de agosto de 2023.

## Cabezas de serie

### Individuales femenino
| Tenista                | Ranking | Preclasificada |
| Sara Sorribes          | 6       | 1              |
| Barbora Krejčiková     | 11      | 2              |
| Veronika Kudermetova   | 16      | 3              |
| Ekaterina Alexandrova  | 21      | 4              |
| Anhelina Kalinina      | 28      | 5              |
| Elisabetta Cocciaretto | 30      | 6              |
| Mayar Sherif           | 33      | 7              |
| Anna Blinkova          | 37      | 8              |
| Sloane Stephens        | 38      | 9              |
| Irina-Camelia Begu     | 39      | 10             |
| Jasmine Paolini        | 41      | 11             |

- Ranking del 14 de agosto de 2023.

### Dobles femenino
| Tenista                               | Ranking | Preclasificadas |
| Barbora Krejčíková Kateřina Siniaková | 3       | 1               |
| Nicole Melichar Ellen Perez           | 23      | 2               |
| Shuko Aoyama Ena Shibahara            | 28      | 3               |
| Anna Danilina Su-wei Hsieh            | 36      | 4               |

## Campeonas

### Individual femenino
Sara Sorribes venció a  Ekaterina Alexandrova por 3-6, 6-4, 6-4

### Dobles femenino
Miyu Kato /  Aldila Sutjiadi vencieron a  Nicole Melichar /  Ellen Perez por 6-4, 6-7(4), [10-8]